# Real Colegio de San Albano
El Real Colegio de San Albano (en inglés, The Royal College of St. Alban) o, como es conocido coloquialmente, Colegio de los Ingleses es una residencia y centro de formación situado en Valladolid, fundado en 1589 por Robert Persons, jesuita inglés, bajo la protección de Felipe II, con la intención de formar sacerdotes ingleses en Teología católica para combatir el anglicanismo y protestantismo asentados en el Reino Unido. Tras la expulsión de los jesuitas de España en 1767, se colocó bajo patronato real. Hasta nuestro días es una institución donde se forman seminaristas católicos ingleses. Su Rector es nombrado por el rey de España y tiene dignidad de prelado, formando una institución separada de la Archidiócesis de Valladolid.
A principios del siglo XX, por razones económicas, vendieron dos de sus principales posesiones, un lienzo atribuido a El Greco y un ejemplar de First Folio, un compendio de obras de Shakespeare publicado en 1623.
El rector es nombrado formalmente por el rey de España —en la actualidad, a iniciativa del Gobierno— Su actual rector, desde agosto de 2022, es John Christopher Adams Flynn
La iglesia, considerada uno de los mejores exponentes del barroco en Valladolid, custodia una imagen de la Virgen María bajo la advocación de «Nuestra Señora de la Vulnerata», recuperada del saqueo de Cádiz de 1596 y profanada por las tropas inglesas. Las dependencias colegiales están repartidas alrededor del claustro.

## Descripción

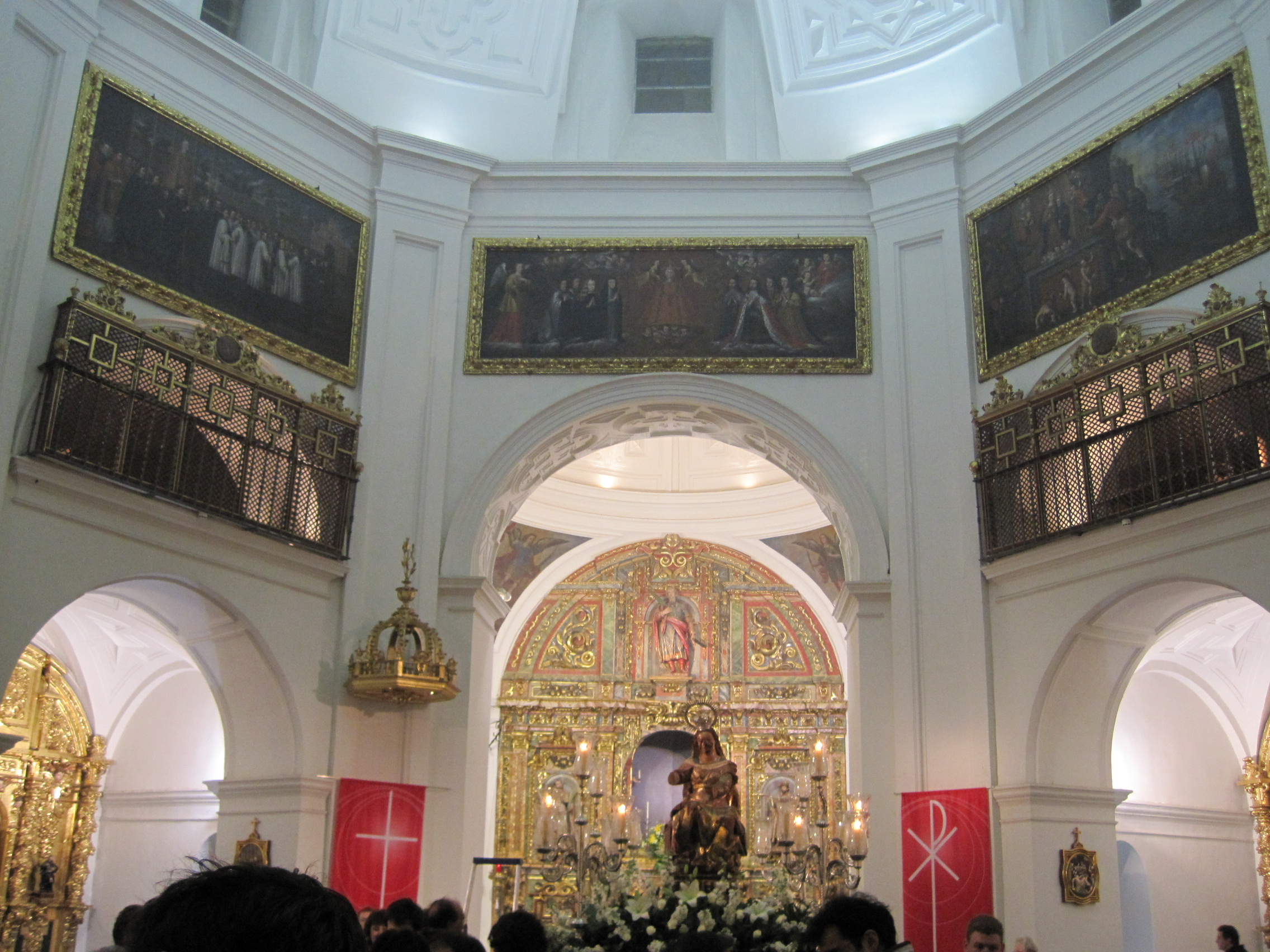
Vista parcial del interior de la iglesia.

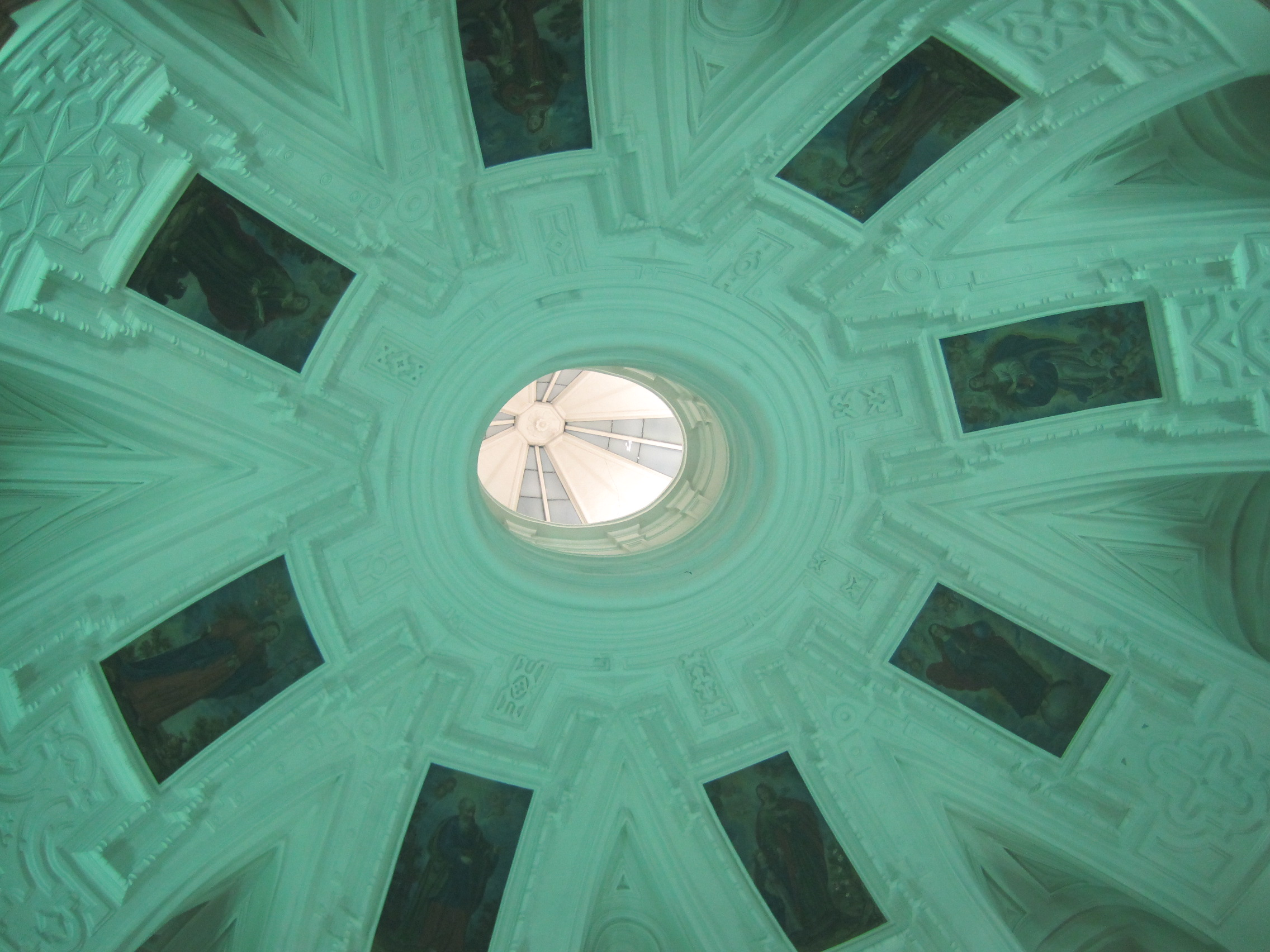
Cúpula de la iglesia.

### Iglesia
La iglesia, considerada una de las mejores muestras del barroco vallisoletano, fue ampliada entre los años 1672 a 1679, con el patronazgo del padre Manuel de Calatayud, con los diseños del Padre Pedro Matos y ejecución de Pedro de Vivancos.
La fachada, de ladrillo y paños de mampostería, está dividida en dos cuerpos unidos por arbotantes curvos.
La planta de la iglesia es octogonal alargada con cúpula ovalada y decorada con yeserías y pinturas de Diego Díez Ferreras. Dispone de capillas rectangulares abiertas en sus lados, con pasos entre los contrafuertes. La capilla mayor escuadrada, con cúpulas sin pechinas, visible desde el exterior.

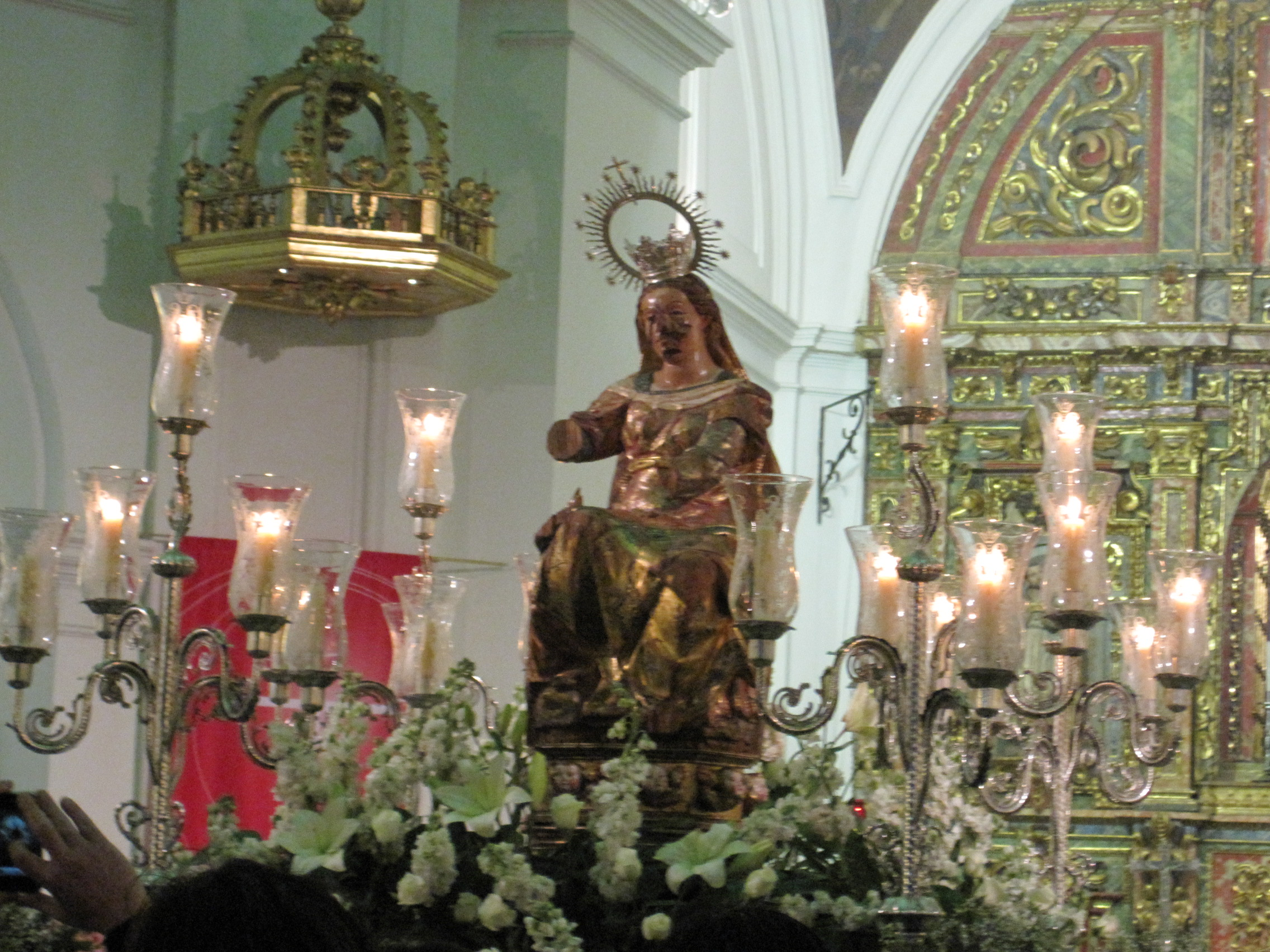
Imagen de Nuestra Señora de la Vulnerata preparada para la celebración de la Semana Santa.

El retablo mayor, obra de Francisco de Villota, tiene como motivo central la imagen de «Nuestra Señora de la Vulnerata» del siglo XVI. A sus lados se encuentran esculturas de San Albano, Tomás Beckett y Eduardo el Confesor, todas de Francisco Rincón.
Las capillas laterales presentan retablos barrocos con esculturas de Pedro de Ávila y Juan Antonio de la Peña.
La iglesia contó con un órgano realizado en 1910 por Aquilino Amezua, quien ya había realizado el de la Catedral de Valladolid. Contaba con dos teclados y pedalero completo y se realizó a expensas de una donación de Edmund Granville Ward y estuvo en funcionamiento hasta 1970. Aquel año se realizó una renovación interior de la iglesia, fruto de las disposiciones del Concilio Vaticano Segundo, desmantelando la antigua sillería monacal y el órgano, cuya disposición impedía el acceso directo a la iglesia desde el exterior. De este instrumento sólo se conserva el escudo que lo remataba y la placa que recuerda la donación. En abril de 2014 se instaló un órgano Allen de tres teclados y pedalero completo, realizado en París, que fue inaugurado con un concierto a cargo de Pilar Cabrera, con asistencia de Federico Trillo, embajador de España en el Reino Unido.

### Refectorio
En el refectorio destaca la pintura Éxtasis de María Magdalena de Pazzis de Francisco Solís.

### Tribunas
Sobre las tribunas se encuentran grandes lienzos de Diego Díez Ferreras sobre la profanación de La Vulnerata.